# Marsina stretta
Marsina stretta è una novella di Luigi Pirandello, uscita nel 1901 sulla rivista Il Marzocco.

## Trama
Il corpulento professore Fabio Gori è artefice del matrimonio di Cesara Reis, una bella ragazza orfana di padre e priva di mezzi, la quale proprio per suo tramite ha conosciuto il ricco vedovo Andrea Migri. Invitato alle nozze, Gori è costretto dalle convenzioni sociali a vestire un abito da cerimonia. Ma la marsina presa a noleggio è stretta, e dopo innumerevoli goffi tentativi d'indossarla gli si scuce all'altezza dell'ascella destra. In ritardo com'è, il professore rinuncia a farla sistemare dalla domestica e s'incammina verso l'abitazione della sposa. Al suo arrivo, trova una brutta sorpresa: le nozze sono state annullate a causa della morte improvvisa della madre di Cesara. Per la ragazza sembra finita. La famiglia dello sposo disapprova il matrimonio, e, mentre finge commozione e rispetto, nutre un malcelato sollievo per la disgrazia avvenuta, capace forse d'impedire le nozze per sempre. La marsina stretta, però, irrita Gori al punto che egli trova la forza di ribellarsi al destino, e affronta i Migri. Al colmo dell'esasperazione, il professore compie il gesto teatrale di strapparsi la manica scucita sotto gli occhi increduli di tutti, convincendo infine Cesara e Andrea a sposarsi lo stesso.

## Analisi
Marsina stretta è una testimonianza ante litteram dell'umorismo pirandelliano, poi teorizzato nel 1908. Nella novella occupa infatti un posto di primo piano un elemento accidentale (l'abito scomodo) che fa saltare in aria le consuetudini e rende il protagonista consapevole del conflitto tra apparenza e realtà, sino a spingerlo allo svelamento della menzogna dell'esistenza. La marsina stretta è occasione, e non causa, dell'irritazione di Gori, che si rivolge invece all'ipocrisia della società italiana, capace d'approfittare d'un evento luttuoso per impedire, nascondendosi dietro il paravento del perbenismo borghese, un matrimonio tra persone di diversa condizione sociale.
Grazie al suo stile immediato e ritmato, Marsina stretta s'è prestata perfettamente alla riduzione cinematografica, attuata nel 1954 in un omonimo episodio, diretto e interpretato da Aldo Fabrizi, del film Questa è la vita.

## Edizioni
- Luigi Pirandello, Novelle per un anno, Prefazione di Corrado Alvaro, Mondadori 1956-1987, 2 volumi. 0001690-7
- Luigi Pirandello, Novelle per un anno, a cura di Mario Costanzo, Prefazione di Giovanni Macchia, I Meridiani, 2 volumi, Arnoldo Mondadori, Milano 1987 EAN: 9788804211921
- Luigi Pirandello, Tutte le novelle, a cura di Lucio Lugnani, Classici Moderni BUR, Milano 2007, 3 volumi.
- Luigi Pirandello, Novelle per un anno, a cura di S. Campailla, Newton Compton, Grandi tascabili economici.I mammut, Roma 2011 Isbn 9788854136601
- Luigi Pirandello, Novelle per un anno, a cura di Pietro Gibellini, Giunti, Firenze 1994, voll. 3.